# Jacques-Germain Soufflot
Jacques-Germain Soufflot (Irancy, 22 luglio 1713 – Parigi, 29 agosto 1780) è stato un architetto francese.
Fu tra i principali esponenti del Neoclassicismo francese.

## Biografia
Studiò per sette anni a Roma dal 1731 al 1738, entrando nel 1734 all'Accademia di Francia a Roma, per poi ritornare in Francia dove, dopo la metà del secolo, realizzò la chiesa parigina di Sainte-Geneviève, successivamente nota come il Panthéon e dove lui stesso riposa dal 1829.

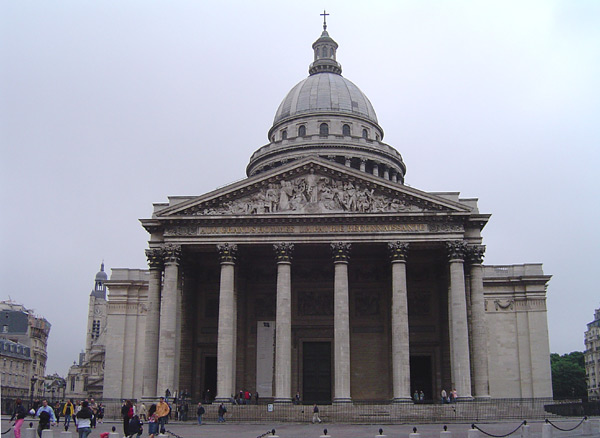
Il Panthéon di Parigi

Tale progetto però fu notevolmente criticato nonché più volte rimaneggiato. Infatti, in fase di costruzione si notarono, ben presto, delle discrepanze ed insoliti cedimenti strutturali. L'idea dell'architetto era, seppur insolita, assolutamente valida, ma il lotto su cui doveva ergersi l'intera opera risultava eccessivamente sabbioso. Si decise comunque di procedere alla costruzione (1764), pensando ingenuamente che apportare qua e là degli accorgimenti di tipo statico fosse sufficiente a rendere la struttura meno massiccia. I tamponamenti con elementi più leggeri, i tondini di ferro opportunamente inseriti nella pietra, risultarono una delle tante soluzioni vincenti. Ancora oggi però il Pantheon di Parigi è costantemente monitorato, causa principe appunto la sua labile staticità. 
Modificò, inoltre, l'altare della chiesa di San Bruno della Certosa di Lione, già realizzato da Giovanni Niccolò Servandoni nel 1736. 
Soufflot fu iniziato in Massoneria nella Loggia L'Aigle de Saint-Jean di Joigny, nella Yonne.